# Joaquín Echeverría Larraín
José Joaquín Echeverría Larraín (Santiago, Chile, 26 de marzo de 1774 - Santiago, Chile, 1835) fue un político chileno.
Hijo de Diego Echeverría Aragón y de Mónica Larraín Lecaros, en 1797 se tituló de bachiller en cánones y leyes. Fue elegido diputado por Santiago para el Primer Congreso Nacional de 1811 con la primera mayoría de 599 votos. Vocal de la junta de gobierno en septiembre y designado presidente de la Cámara de Diputados el 22 de noviembre del mismo año, ejerció su cargo hasta que el congreso fue disuelto por José Miguel Carrera.
Senador suplente en 1812 sólo para el cargo de José Gaspar Marín. Sufrió persecuciones durante la reconquista. Fue ministro del Interior y de Relaciones Exteriores de Bernardo O'Higgins, en reemplazo de Antonio José de Irisarri. Durante su ministerio se encargó la composición y se aprobó el primer Himno Nacional de Chile, además de numerosas obras durante el gobierno de O’Higgins.
Deja el ministerio tras la caída de O’Higgins. Fue elegido segundo Diputado propietario en 1829, pero por enfermedad, no se pudo presentar.
| Predecesor: Juan Pablo Fretes               | Presidente del Primer Congreso Nacional 1811                                              | Sucesor: Disolución del Congreso                              |
| Predecesor: Antonio José de Irisarri Alonso | Ministro del Interior y Relaciones Exteriores 29 de octubre de 1818 - 28 de enero de 1823 | Sucesor: Mariano Egaña Fabres Presidente Provisional de Chile |